# استان کامپوت
استان کامپوت یکی از استان‌های کامبوج است.
این استان در بین شهرهای کوه کنگ و کامپونگ سپو قرار دارد و از شرق به شهر تاکئوو از غرب به سیهانوک ویل و در یک خط ساحلی با خلیج تایلند به جنوب قرار دارد.
استان کامپوت ۶۲۷٬۸۸۴ نفر جمعیت دارد؛ و دارای ۴۷۷ روستا می‌باشد.